# Sarcodiaceae
Sarcodiaceae,  porodica crvenih algi, dio reda Plocamiales. Sastoji se od tri roda s ukupno 25 priznatih vrsta
Porodica je opisana 1932.

## Rodovi
1. Dicurella Harvey 1
2. Sarcodia J.Agardh 15
3. Trematocarpus Kützing 9